# Giles Foden
Giles Foden (ur. 1967 w Warwickshire) – brytyjski pisarz, autor powieści historycznych z akcją osadzoną w Afryce, dziennikarz, nauczyciel akademicki, szwagier polityka i historyka Tristrama Hunta.
W dzieciństwie przebywał z rodziną w Malawi. Ukończył studia na Malvern College oraz w St John’s College  i Fitzwilliam College na Uniwersytecie Cambridge.
Za powieść Ostatni król Szkocji otrzymał nagrody literackie – Whitbread First Novel Award, Betty Trask Award, Somerset Maugham Award i Winifred Holtby Memorial Prize. Książka ta doczekała się również adaptacji filmowej z nagrodzoną Oscarem rolą Foresta Whitakera.
Mieszka w Londynie.

## Dzieła

### Powieści
- The Last King of Scotland (1998; wydanie polskie Ostatni król Szkocji(inne języki) 2007)
- Ladysmith (1999)
- Zanzibar (2002)
- Mimi and Toutou Go Forth: The Bizarre Battle for Lake Tanganyika (2004)
- Turbulence (2009)

### Redakcja zbioru reportaży
- The "Guardian" Century (1999)